# Eudocus
En la mitología de Mesopotamia, Eudocus, Eneugamus, Eneuboulus y Anemeutus eran criaturas que emergían del mar en el Golfo Pérsico para instruir a los humanos en buenos modales, civismo y arquitectura.
Según el sacerdote, filósofo e historiador babilonio Beroso, los últimos Apkallu o Annedoti aparecieron en el Golfo Pérsico por el año 2.780 a. C..
Según Apolodoro, sin embargo, más tarde, en el año 2450 a. C. y bajo el reinado de Euedörachos (Enmenduranki), apareció el último de estos seres al que se le llamó Anodaphus. 